# Trigance
Trigance je francouzská obec v departementu Var v regionu Provence-Alpes-Côte d'Azur. V roce 2012 zde žilo 171 obyvatel.

## Geografie
Trigance se nalézá na úpatí horského hřebenu s výhledem do údolí Jabronu v nadmořské výšce cca 790 m. Vesnice je obklopena vysokými kopci - de Breis (1282 m) a Chastillon (1199 m).
Obci se vyhnula modernizace, takže je do současné doby zachován středověký ráz městečka se svými úzkými uličkami a dominantou ve formě středověkého hradu nad městečkem (v současné době přebudovaném na hotel).

## Historie
První písemná zmínka o obci Trigance pochází z roku 814, kdy se zmiňuje villa tregentia jako jedna z mnoha usedlostí, které patřila opatství Saint-Victor v Marseille. Původní hrad byl postaven původně na vrcholu kopce de Biach v nadmořské výšce 1213 m.

## Pozoruhodnosti

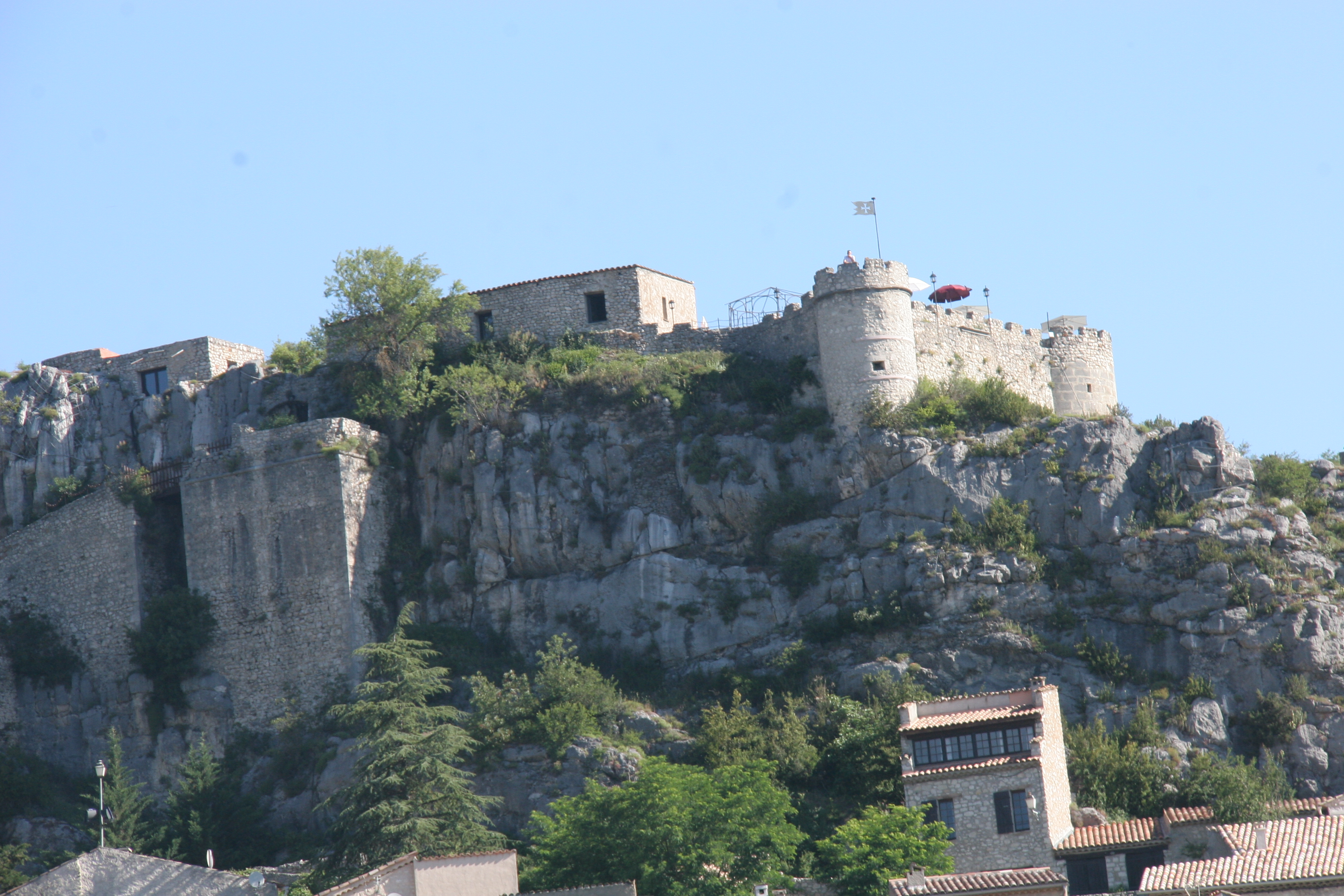
Hrad Trigance

Hrad Trigance - raně středověký hrad v současné době přebudovaný na hotel.